# Filipa Charlotta Pruska
Filipa Charlotta Pruska (ur. 13 marca 1716 w Berlinie, zm. 16 lutego 1801 w Brunszwiku) – księżniczka Prus, księżna Brunszwiku-Wolfenbüttel.

## Życiorys
Filipa Charlotta była czwartym dzieckiem i trzecią córką Fryderyka Wilhelma Hohenzollerna, króla Prus, i królowej Zofii Doroty Hanowerskiej.
2 lipca 1733, w Berlinie, wyszła za mąż za Karola, księcia Brunszwiku-Wolfenbüttel, syna Ferdynanda Alberta II, księcia Brunszwiku-Lüneburga. Karol odziedziczył księstwo po śmierci ojca w 1735.

## Dzieci
- Karol Wilhelm Ferdynand (9 października 1735 - 10 listopada 1806)
- Jerzy Franciszek (29 września 1736 - 10 grudnia 1737)
- Krystian Ludwik (13 listopada 1738 - 12 kwietnia 1742)
- Zofia Karolina (7 października 1737 - 21 grudnia 1817), żona Fryderyka, margrabiego Brandenburg-Bayreuth
- Anna Amalia (24 października 1739 - 10 kwietnia 1807), żona Ernesta Augusta II, księcia Saksonii-Weimaru-Eisenach
- Fryderyk August (29 października 1740 - 8 października 1805)
- Albrecht Henryk (26 lutego 1742 - 8 sierpnia 1761)
- Ludwika (18 grudnia 1743 - 22 lutego 1744)
- Wilhelm Adolf (18 maja 1745 - 24 sierpnia 1770)
- Elżbieta Krystyna Ulryka (8 listopada 1746 - 18 lutego 1840), żona króla Fryderyka Wilhelma II Pruskiego (rozwód)
- Fryderyka (8 kwietnia 1748 - 22 stycznia 1758)
- Augusta Dorota (2 października 1749 - 10 marca 1803)
- Maksymilian Juliusz Leopold (11 października 1752 - 24 kwietnia 1785), zmarł bezdzietnie